# Pedro Antonio Ramos
Pedro Antonio Ramos Rangel (Cúa, 19 de octubre de 1905 - Caracas, 1 de mayo de 1977) fue un músico venezolano, subdirector de la Banda Marcial de Caracas.
En 1918 comienza sus estudios musicales bajo la dirección de su hermano Luis Ricardo Ramos, a esa edad ya ejecutaba el clarinete. Forma parte de una familia musical ya que también es hermano de Victor Guillermo Ramos Rangel, quien a la vez formaba parte de los primeros alumnos de Vicente Emilio Sojo. Se destacó como profesor de la escuela de música José Ángel Lamas, en donde había realizado sus estudios. Estuvo entre los fundadores de la Orquesta Sinfónica Venezuela, y del Orfeón Lamas.
Fue subdirector de la Banda Marcial de Caracas y profesor de Cantos Escolares de diversos planteles educacionales. Se graduó de fagotista bajo la dirección de César Guzmán. Entre sus composiciones destacan: La iguana y el Mato de agua, Salmerón, Ante la tumba de Julián Carías, Himno a José María Carreño, Himno a la Conservación y el Himno del Distrito Metropolitano de Caracas, además de piezas de corte tradicional. Dominaba varios idiomas lo que le facilitaba sus estudios musicales. Pedro Antonio Ramos Rangel falleció en Caracas el 1 de mayo de 1977.